# Вила Пођо реале
Вила Пођо реале (Poggio Reale = Краљевски брег) je напуљска летња резиденција Алфонса II од Арагона краља Напуља (Alfonso II di Napoli, 1448-1495) подигнута око 1485. по пројекту архитекте Ђулијана да Мајана (Giuliano da Maiano, 1432–1490). Постоји велика сличност планова основе виле Пођо а Кајано и Пођо Реале. Обе виле су са кулама на угловима, код Алфонсове виле све четири су повезане лођама, док су код Лоренцове лођа само испред. Вила је са средишњим двориштем правоугаоног облика на нижој коти од окружујућег објекта. Краљ је волео да обедује у њему у одабраном друштву дама и господе. Када је забава била на врхунцу, на знак краља отваране су скривене славине, и у једном тренутку цело двориште нашло би се под водом, а гости били принудно окупани. Овe „игре воде“ (итал. giochi d'acqua) када скривене фонтане изненада и неочекивано испрскају посетиоца честа је појава у ренесансним и барокним вртовима.